# Felipe Martín
Juan Felipe Martín Martín (La Orotava, Santa Cruz de Tenerife, España, 4 de febrero de 1954), conocido como Felipe, es un exfutbolista español que se desempeñaba como defensa. Fue internacional con España en tres ocasiones.

## Clubes
| Club              | País   | Año       |
| ----------------- | ------ | --------- |
| C. D. Tenerife    | España | 1971-1973 |
| U. D. Las Palmas  | España | 1973-1976 |
| U. E. Sant Andreu | España | 1977      |
| U. D. Las Palmas  | España | 1977-1987 |